# Springer-/Werfer-Länderkampf der Frauen 1974 BR Deutschland – Ungarn
| 1. Leichtathletik-Länderkampf mit bundesdeutscher Beteiligung 1974 | 1. Leichtathletik-Länderkampf mit bundesdeutscher Beteiligung 1974 |
| ------------------------------------------------------------------ | ------------------------------------------------------------------ |
|                                                                    |                                                                    |
| Springer-/Werfer-Vergleich der Frauen: Ungarn – BR Deutschland     |                                                                    |
| Austragungsort                                                     | München                                                            |
| Wettbewerbe                                                        | 5                                                                  |
| Datum                                                              | 9. Mai                                                             |
| 1. HUN 2. FRG                                                      | 102 Punkte 083 Punkte                                              |
| Chronik                                                            |                                                                    |
| ← letzter LK 1973: 00FRG-ROU 10kampf (M)                           | ROU-FRG 10kampf (M)→                                               |

Den ersten Vergleich des Länderkampfjahres 1974 bestritten die Frauen. Schon am 9. Mai trafen sie sich in München zu ihrem zweiten Vergleich im Bereich Sprung/Wurf mit Ungarn. Die erste Begegnung im Vorjahr hatte die Bundesrepublik Deutschland knapp für sich entschieden.

## Wettbewerbe und Modus
Ausgetragen wurden die zwei Sprung- sowie drei Wurf-/Stoßwettbewerbe, die Teil des damaligen olympischen Frauenprogramms waren. Jedes Team trat mit vier Teilnehmerinnen je Wettbewerb an. Die Punkte wurden nach folgendem System vergeben: 1. Platz: 9 Punkte / 2. Pl.: 7 P / 3. Pl.: 6 P / 4. Pl.: 5 P / …

## Ergebnis
Im Bereich Sprung errang jedes Team einen Einzelerfolg und auch eine Disziplinwertung. In der Gesamtpunktzahl lag Ungarn hier leicht vorn. In der Kategorie Wurf/Stoß gab es zwei Einzelsiege sowie zwei Gewinne in den Disziplinwertungen für Ungarn. Die bundesdeutschen Leichtathletinnen kamen zu einem Einzelsieg und einem Disziplingewinn. So siegten die Ungarinnen mit 102 zu 83 Punkten und brachten den bundesdeutschen Leichtathletinnen damit die erste Niederlage in diesem Jahr bei.

## Resultat

### Hochsprung
| Platz | Athletin          | Land | Höhe (m) |
| ----- | ----------------- | ---- | -------- |
| 1     | Karin Wagner      | FRG  | 1,82     |
| 2     | Erika Rudolf      | HUN  | 1,79     |
| 3     | Edit Sámuel       | HUN  | 1,79     |
| 4     | Ulrike Meyfarth   | FRG  | 1,79     |
| 5     | Renate Gärtner    | FRG  | 1,76     |
| 6     | Judt Vaszkó       | HUN  | 1,73     |
| 7     | Margit Papp       | HUN  | 1,70     |
| 8     | Rosemarie Hieksch | FRG  | 1,70     |

### Weitsprung
| Platz | Athletin         | Land | Weite (m) |
| ----- | ---------------- | ---- | --------- |
| 1     | Ildikó Szabo     | HUN  | 6,52      |
| 2     | Ilona Bruzsenyák | HUN  | 6,37      |
| 3     | Brigitte Göhrs   | FRG  | 6,30      |
| 4     | Gunhild Hetzel   | FRG  | 6,25      |
| 5     | Astrid Frank     | FRG  | 6,17      |
| 6     | Anna Balatoni    | HUN  | 6,10      |
| 7     | Gudrun Künstner  | FRG  | 6,09      |
| 8     | Erzsébet Zsom    | HUN  | 6,07      |

### Kugelstoßen
| Platz | Athletin      | Land | Weite (m) |
| ----- | ------------- | ---- | --------- |
| 1     | Eva Wilms     | FRG  | 16,76     |
| 2     | Judit Bognár  | HUN  | 16,63     |
| 3     | Edit Armuth   | HUN  | 15,53     |
| 4     | Helga Jaxt    | FRG  | 15,11     |
| 5     | Margit lrányi | HUN  | 15,09     |
| 6     | Maria Molnár  | HUN  | 14,88     |
| 7     | Sigrun Kofink | FRG  | 14,87     |
| 8     | Regina Heling | FRG  | 13,14     |

### Diskuswurf
| Platz | Athletin             | Land | Weite (m) |
| ----- | -------------------- | ---- | --------- |
| 1     | Zsuzsa Nyitrai       | HUN  | 58,66     |
| 2     | Gabriella Varga      | HUN  | 54,40     |
| 3     | Jolán Kleiber        | HUN  | 54,10     |
| 4     | Brigitte Berendonk   | FRG  | 53,18     |
| 5     | Rózsa Czában         | HUN  | 51,72     |
| 6     | Anne-Chatrine Rühlow | FRG  | 51,56     |
| 7     | Marion Gröger        | FRG  | 46,64     |
| 8     | Gundi Matysiak       | FRG  | 46,12     |

### Speerwurf
| Platz | Athletin       | Land | Weite (m) |
| ----- | -------------- | ---- | --------- |
| 1     | Maria Vago     | HUN  | 61,14     |
| 2     | Marion Becker  | FRG  | 58,24     |
| 3     | Ameli Koloska  | FRG  | 57,02     |
| 4     | Christa Peters | FRG  | 51,18     |
| 5     | Julia Bertha   | HUN  | 49,86     |
| 6     | Aranka Vagasi  | HUN  | 48,68     |
| 7     | Julia Bakai    | HUN  | 46,60     |
| 8     | Helene Hering  | FRG  | 45,84     |